# Phyllium chitoniscoides
Phyllium chitoniscoides är en insektsart som beskrevs av Detlef Grösser 1992. Phyllium chitoniscoides ingår i släktet Phyllium och familjen Phylliidae. Inga underarter finns listade i Catalogue of Life.